# Savona (stad)
Savona (Ligurisch: Sann-a) is een stad in Noordwest-Italië, ongeveer 45 kilometer ten zuidwesten van Genua gelegen, en ten zuidoosten van Turijn, aan de Ligurische Riviera en de Golf van Genua. Het is de hoofdstad van de gelijknamige provincie, die deel uitmaakt van de regio Ligurië, en telt op 31 december 2009 62.494 inwoners.
De haven van Savona is een van de belangrijkste (goederen)havens van het land. Ook is er een veerverbinding met Corsica.
Sinds de Punische oorlogen is Savona een rivaal van de havenstad Genua. Na deze oorlogen, rond 200 v.Chr., kwam het in de invloedssfeer van het Romeinse Rijk.
De herkomst van de naam Savona is onzeker.

## Bezienswaardigheden in en rondom Savona
- Brandale toren
- Kathedraal uit de 17e eeuw
- Priamar paleis (museum)
- Leon Pancaldo toren

## Geboren
- Giuseppe Pizzardo (1877-1970), Curiekardinaal
- Renata Scotto (1934-2023), operazangeres
- Christian Panucci (12 april 1973), voetballer
- Marco Bocchino (14 juli 1974), zanger en songwriter
- Michele Marcolini (2 oktober 1975), voetballer
- Stephan El Shaarawy (27 oktober 1992), voetballer

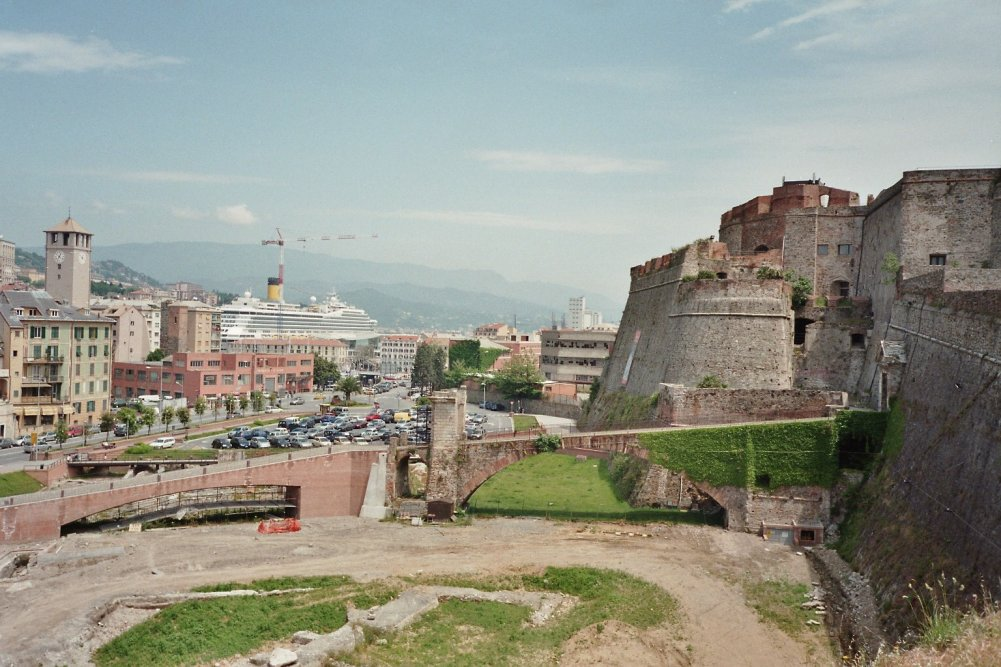
Savona